# 沃尔西人街

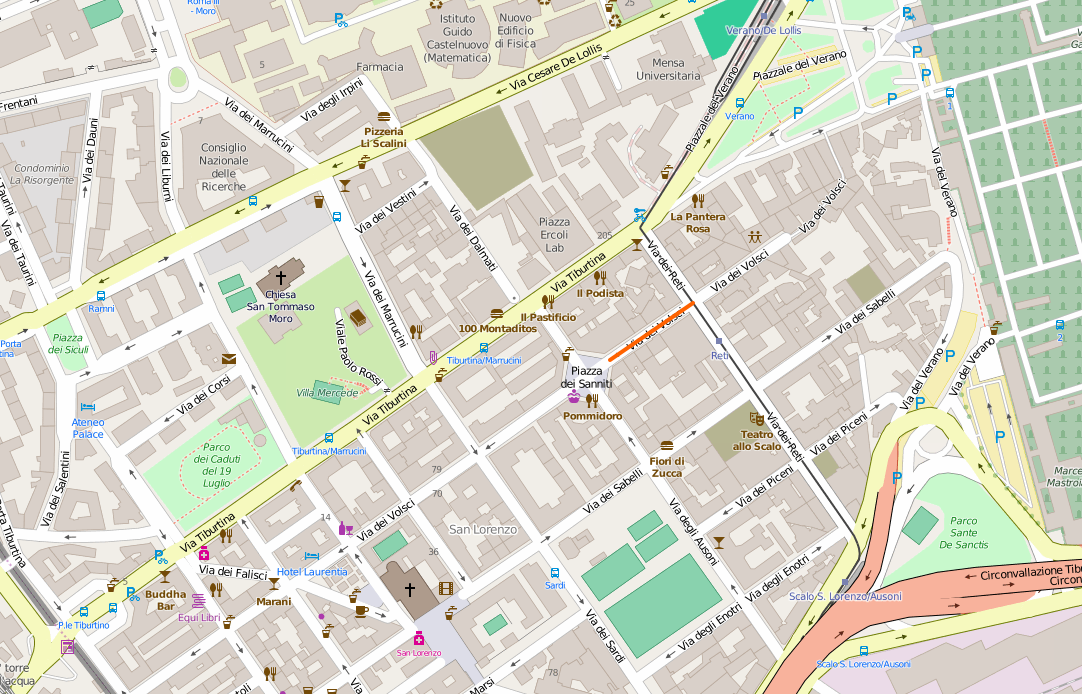

沃尔西人街（Via Volsci）是罗马的一条街道，位于圣老楞佐区（Quartiere San Lorenzo）。连接提布提纳门与Campo Verano公墓，平行于其北侧的提布提納道。
这条街曾长期是左翼组织的中心。自主论杂志《沃尔西人》（I Volsci）就是以它命名。
- 32号：在1970年代是“自主运动”（Autonomia Operaia）的罗马总部，目前是一个社交中心[2]。
- 56号：奥多罗莎电台于1977年开始广播。